# آچه بسار رگنسی
آچه بسار رگنسی (به لاتین: Aceh Besar Regency) در اندونزی است که در آچه واقع شده‌است.

## خصوصیات
آچه بسار رگنسی ۲٬۹۶۹ کیلومترمربع مساحت و ۳۵۰٬۲۲۵ نفر جمعیت دارد.